# Spirobranchus latiscapus
Spirobranchus latiscapus är en ringmaskart som först beskrevs av Marenzeller 1885.  Spirobranchus latiscapus ingår i släktet Spirobranchus och familjen Serpulidae. Inga underarter finns listade i Catalogue of Life.